# Sunbeam Tiger (1925)
La Sunbeam Tiger, soprannominata anche Ladybird, è stata un'automobile da record. È stata l'ultima vettura ad aver conseguito il record di velocità e aver anche gareggiato in competizioni tradizionali.

## Il progetto
La vettura venne costruita dalla Sunbeam nel 1925, appositamente per battere il record di velocità terrestre. Il telaio non presentava differenze rispetto a quelli impiegati dalle vettura da gara dell'epoca. Il motore, un V12 con angolo tra le bancate di 75°, fu ottenuto unendo due 6 cilindri che equipaggiavano le Sunbeam che correvano nella categoria Grand Prix, per una cilindrata complessiva di 3976 cm³. Vennero aggiunti due compressori volumetrici, che portarono la potenza a 306 CV, erogati a circa 5700 giri. Il cambio era a 4 marce. Il motore rappresentò un passo in avanti rispetto alla vettura che deteneva il record al tempo, la Sunbeam 350 HP. Infatti, tale vettura, sebbene avesse quasi 50 CV in più, era equipaggiata con motore aeronautico da ben 18000 cm³.
Il design della vettura fu curato da Louis Coatalen, che già aveva realizzato altre vetture da record per la stessa Sunbeam. La Tiger era caratterizzata da una vistosa presa d'aria sul muso, che convogliava l'aria al radiatore.
In seguito venne costruita una vettura gemella, che prese il nome di Tigress, equipaggiata con un motore Napier Lion.

## Il record e i grand prix
Henry Segrave effettuò il primo test a Brooklands, nel settembre 1925. La vettura, ancora priva di verniciatura, raggiunse le 145 mph (233 km/h). Durante l'inverno vennero effettuati alcuni miglioramenti tecnici, e la vettura venne dipinta di rosso, guadagnandosi il soprannome di Ladybird.
Il 16 marzo, Segrave tentò il record sulla spiaggia di Southport. Durante la corsa, la vettura urtò una buca, sollevandosi in aria. All'atterraggio, il motore salì brevemente di giri, ma un istante dopo si udirono tre acute esplosioni. Il compressore aveva ceduto, facendo perdere velocità alla vettura. Segrave riuscì comunque a raggiungere le 152,33 mph (245 km/h), battendo il record di Campbell di sole 1,47 mph.
È attualmente l'auto con il motore più piccolo che abbia detenuto il record assoluto di velocità.
In seguito, la vettura venne impiegata nelle competizioni di Grand Prix. L'unica modifica effettuata fu l'eliminazione della presa d'aria sul muso, che lasciava il radiatore allo scoperto.

## Passato recente

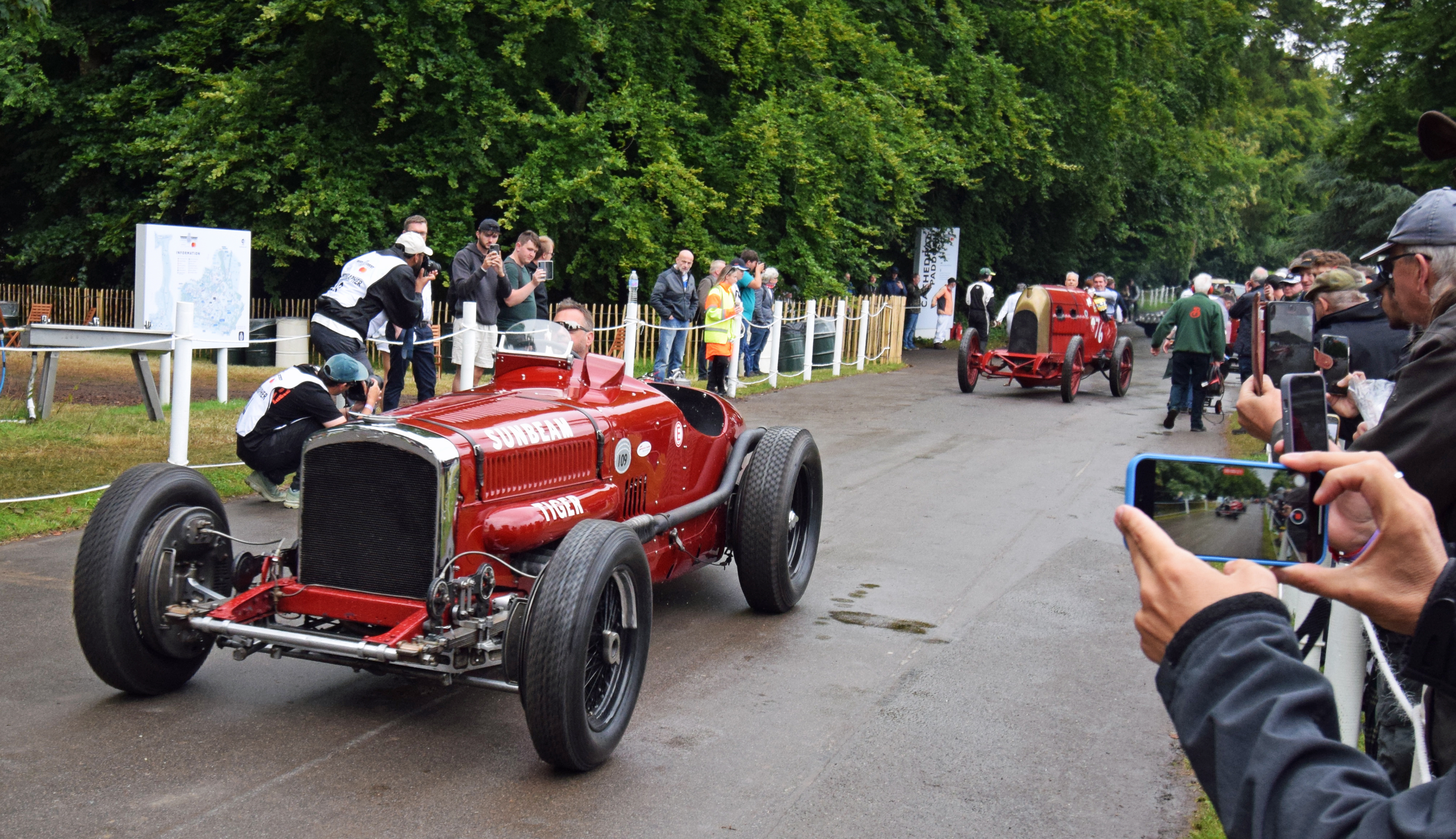
Goodwood Festival of Speed 2024

Nel 1990, per l'anniversario dei 65 anni dal primo record, si organizzò una rievocazione di quella giornata. In quell'occasione, la Ladybird batté il suo vecchio record, venendo cronometrata a 159 mph (256 km/h).
Nel 2006 la vettura è stata sottoposta ad un restauro, in cui venne ridotata della presa d'aria caratteristica sul muso. Lo stesso motore venne ricostruito, dopo che era rimasto danneggiato quello stesso anno da dei detriti.
Attualmente, la Ladybird è conservata nello Utah.